# Halové mistrovství Evropy v atletice 2007 – skok do výšky žen
Skok do výšky žen na halovém ME 2007 se uskutečnil dne 2. a 3. března v hale National Indoor Arena (The NIA) v britském Birminghamu. Titul vybojovala belgická atletka Tia Hellebautová, jež výkonem 205 cm vytvořila nový rekord šampionátu. O jeden centimetr vylepšila původní maximum, které od halového ME 1988 držela Bulharka Stefka Kostadinovová.
Bronzovou medaili původně vybojovala výkonem 196 cm Bulharka Venelina Venevová. Kvůli pozitivnímu dopingovému testu však byla diskvalifikována a potrestána dvouletým zákazem startů.

## Finálové výsledky
| Umístění         | Jméno                   | Národnost  | 1,82 | 1,87 | 1,92 | 1,96 | 1,99 | 2,01 | 2,03 | 2,05 | 2,09 | Výsledek | Poznámka |
| ---------------- | ----------------------- | ---------- | ---- | ---- | ---- | ---- | ---- | ---- | ---- | ---- | ---- | -------- | -------- |
| Zlatá medaile    | Tia Hellebautová        | Belgie     | –    | o    | o    | o    | xo   | o    | o    | o    | x–   | 2,05 m   | NR, CR   |
| Stříbrná medaile | Antonietta Di Martinová | Itálie     | o    | o    | o    | o    | xxx  |      |      |      |      | 1,96 m   |          |
| Bronzová medaile | Ruth Beitiaová          | Španělsko  | o    | o    | o    | xxo  | xxx  |      |      |      |      | 1,96 m   |          |
| 4.               | Blanka Vlašičová        | Chorvatsko | o    | xo   | o    | xxx  |      |      |      |      |      | 1,92 m   |          |
| 5.               | Melanie Skotniková      | Francie    | o    | o    | xo   | xxx  |      |      |      |      |      | 1,92 m   |          |
| 5.               | Anna Čičerovová         | Rusko      | o    | o    | xo   | xxx  |      |      |      |      |      | 1,92 m   |          |
| 7 .              | Marta Mendíaová         | Španělsko  | o    | xo   | xxx  |      |      |      |      |      |      | 1,87 m   |          |
| 8                | Venelina Venevová       | Bulharsko  |      |      |      |      |      |      |      |      |      | DSQ      |          |

Poznámka: NR = národní rekord, CR = rekord šampionátu